# Narva-Jõesuu
Narva-Jõesuu (njem. Hungerburg, rus. Усть-Нарва Ust'-Narva) je grad u okrugu Ida-Virumaa, sjeveroistočna Estonija. Grad se nalazi na   obali Baltičkog mora u blizini ruske granice. Ime grada na estonskom i ruskom jeziku znači "ušće rijeke Narve".
Narva-Jõesuu ima 2.602 stanovnika (1. siječnja 2010.). Kao što je i u obližnjem gradu Narvi većinu stanovnika danas čine Rusi ili govornici ruskog jezika, iako je postotak etničkih Estonaca nešto veći u Narva-Jõesuu (13% u odnosu na 4% u Narvi). Grad se prostire na 11,03 km².
Zahvaljujući sedam kilometra dugim pješčanim plažama Narva-Jõesuu je jedno od najpopilarnijih ljetovališta. U 19. i početkom 20. stoljeća Narva-Jõesuu je bio "spa-grad" u kojem je uglavnom boravilo plemstvo iz Sankt-Peterburga.
Narva-Jõesuu je grad prijatelj s finskom Imatrom i ruskim Kronstadtom.

## Vanjske poveznice
- Službene stranice (na estonskom, ruskom, engleskom i finskom)

|  | Zajednički poslužitelj ima još gradiva o temi Narva-Jõesuu |